# Germain Sommeiller

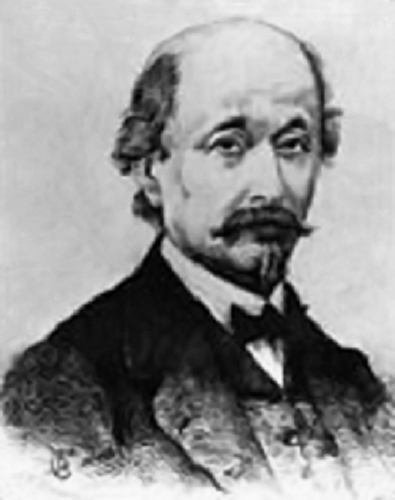
Germain Sommeiller

Germain Sommeiller (ur. 15 lutego 1815, Saint-Jeoire-en-Faucigny, ob. Francja, zm. 11 lipca 1871, tamże) – sabaudzki inżynier, specjalista budowy linii kolejowych, twórca tunelu kolejowego Fréjus pod Masywem Mont Cenis w Alpach – pierwszego wielkiego tunelu w dziejach kolei.
Studiował na uniwersytecie w Turynie – wówczas stolicy Królestwa Sardynii – gdzie w 1841 roku uzyskał dyplom inżyniera. W 1845 otrzymał tytuł Inżyniera Cywilnego w Departamencie Transportu Publicznego Królestwa Sardynii i Piemontu. W latach 1846–1850 pracował, zdobywając doświadczenie zawodowe w spółce Cockerill, gdzie poznał piemonckiego inżyniera Sebastiano Grandisa. Sommeiller był asystentem belgijskiego inżyniera Henry’ego-Josepha Mausa, który kierował budową pierwszej linii kolejowej we Włoszech z Genui do Turynu. W tym czasie zetknął się z ideą budowy linii kolejowej z Piemontu do Sabaudii z tunelem pod Masywem Mont-Cenis, która zawładnęła resztą jego życiowej kariery. W latach 1853–1857 był deputowanym do parlamentu Sabaudii z okręgu wyborczego Taninges. W tym czasie poznał piemonckiego premiera Camillo Benso di Cavoura, wielkiego zwolennika budowy tunelu.
Sommeiller był również konstruktorem i wynalazcą różnych maszyn i urządzeń, wspomagających prace związane z budową linii kolejowych. W 1853 roku opatentował taran hydrauliczny, a w maju 1855 uzyskał zgodę Izby Deputowanych Królestwa Sardynii na wypróbowanie tego urządzenia przy drążeniu tunelu pod Alpami. W sierpniu 1855 roku zapadła decyzja budowy linii kolejowej, łączącej Bardonecchia po stronie Piemontu (włoskiej) i Modane po stronie Sabaudii (francuskiej) wraz z tunelem kolejowym pod przełęczą Fréjus w Masywie Mont-Cenis. Dzięki poparciu Cavoura Sommeiller otrzymał zlecenie wykonania projektu linii i został kierownikiem budowy tunelu, rozpoczętej w 1857 roku. Podczas budowy wprowadzał dalsze udoskonalenia techniczne, m.in. zastosował do drążenia otworów strzelniczych w tunelu wielowrzecionowe wiertarki z napędem pneumatycznym własnego pomysłu (1863 r.), do wentylacji tunelu zaprojektował i wykonał wielkie wentylatory odśrodkowe (1866 r.), do prac strzałowych zastosował świeżo wynaleziony dynamit (1867 r.), a do obudowy wyrobiska użył po raz pierwszy prefabrykowanych metalowych szalunków.
Sommeiller był z urodzenia i przekonania sabaudczykiem, jednak w roku 1860, po powstaniu pierwszego państwa włoskiego i przyłączeniu Sabaudii do Francji, wybrał obywatelstwo włoskie. Wkrótce też został wybrany do parlamentu nowego państwa włoskiego z siedzibą w Turynie. Zmarł w pół roku po przekopaniu tunelu, nie doczekawszy się już jego inauguracji, która miała miejsce 17 września 1871 roku.